# Borussia Dortmund (handbal)
Borussia Dortmund (Ballspielverein Borussia 1909 e.V. Dortmund, BVB, BVB 09) is een Duitse vrouwen handbalclub uit Dortmund. Sinds 2015/16 speelde Dortmund weer in de Handball-Bundesliga. 

## Resultaten 1991 - heden
| 1 |

| 1 |

| 6 |

| 6 |

| 3 |

| 3 |

| 3 |

| 2 |

| 3 |

| 10 |

| 4 |

| 9 |

| 8 |

| 6 |

| 9 |

| 11 |

| 1 |

| 12 |

| 11 |

| 7 |

| 6 |

| 4 |

| 4 |

| 2 |

| 6 |

| 6 |

| 4 |

| 7 |

| - |

| 1 |

| Handball-Bundesliga | 2. Handball-Bundesliga |

| 1 |

| 1 |

| 6 |

| 6 |

| 3 |

| 3 |

| 3 |

| 2 |

| 3 |

| 10 |

| 4 |

| 9 |

| 8 |

| 6 |

| 9 |

| 11 |

| 1 |

| 12 |

| 11 |

| 7 |

| 6 |

| 4 |

| 4 |

| 2 |

| 6 |

| 6 |

| 4 |

| 7 |

| - |

| 1 |

| Handball-Bundesliga | 2. Handball-Bundesliga |

## Erelijst
| Competitie             | Aantal | Jaren            |
| ---------------------- | ------ | ---------------- |
| Internationaal         |        |                  |
| EHF Challenge Cup      | 1x     | 2002/03          |
| Nationaal              |        |                  |
| Landskampioen          | 1x     | 2020/21          |
| DHB-Pokal              | 1x     | 1996/96          |
| 2. Handball-Bundesliga | 2x     | 1992/93, 2007/08 |

## Selecties
4: Alina Grijseels ·
6:  Zoë Sprengers ·
8: Maraike Kusian ·
9: Lisa Antl ·
11:  Harma van Kreij ·
12:  Sophie Moth ·
15: Madita Kohorst ·
16:  Yara ten Holte ·
22: Meret Ossenkopp ·
23:  Haruno Sasaki ·
29:  Emma Olsson · 30:  Frida Nåmo Rønning · 33: Lena Hausherr · 37:  Anastassija Siwucha · 66: Dana Bleckmann · 94:  Sara Garović · Coach: André Fuhr (tot oktober 2022) /  Henk Groener (vanaf november 2022)

1: Clara Woltering ·
3: Amelie Berger ·
4: Alina Grijseels ·
6:  Mie Sando ·
7: Mia Zschocke ·
8:  Tessa van Zijl ·
9:  Jacqueline Moreno ·
10:  Fatos Kücükyildiz ·
11:  Tina Abdullah ·
14:  Delaila Amega ·
15: Madita Kohorst · 16:  Yara ten Holte · 19:  Jennifer Gutiérrez Bermejo · 20:  Merel Freriks · 23:  Haruno Sasaki · 27:  Laura van der Heijden · 30:  Frida Nåmo Rønning · 66: Dana Bleckmann · 78:  Paulina Uścinowicz · 98:  Viktória Woth · Coach: André Fuhr
Resultaten: Kampioen Bundesliga – 1/4 finale DHB-Pokal – playoffs EHF Champions League
1:  Rinka Duijndam ·
4: Alina Grijseels ·
6:  Clara Monti Danielsson ·
8:  Tessa van Zijl ·
10:  Inger Smits ·
11:  Tina Abdullah ·
14:  Delaila Amega  ·
18: Johanna Stockschläder ·
19:  Jennifer Gutiérrez Bermejo ·
20:  Merel Freriks ·
21:  Kelly Dulfer · 26: Isabell Roch · 30:  Yara ten Holte · 31:  Kelly Vollebregt · 43: Jennifer Rode · 66: Dana Bleckmann · 31:  Laura van der Heijden (vanaf 2020/12) · Coach: André Fuhr

Resultaten: Kampioen Bundesliga – 1/8 finale DHB-Pokal – 1/8 finale EHF Champions League
1:  Rinka Duijndam ·
4: Alina Grijseels ·
6: Saskia Weisheitel ·
7: Caroline Müller ·
9: Leonie Kockel ·
10:  Inger Smits ·
18: Johanna Stockschläder ·
21:  Merel Freriks ·
21:  Kelly Dulfer ·
26: Isabell Roch ·
27:  Asuka Fujita · 30:  Yara ten Holte · 31:  Kelly Vollebregt · 66: Dana Bleckmann · 77:  Virág Vaszari · 81:  Aleksandra Zych · 90:  Bogna Sobiech · Coach: André Fuhr

Resultaten: 1e plaats (geen kampioen) Bundesliga – Final Four (afgelast) DHB-Pokal
1:  Rinka Duijndam ·
4: Alina Grijseels ·
6: Saskia Weisheitel ·
7: Caroline Müller ·
8: Anne Müller ·
9: Leonie Kockel ·
10:  Hildigunnur Einarsdottir ·
16: Clara Woltering ·
18: Johanna Stockschläder ·
21:  Harma van Kreij ·
23: Svenja Huber · 26: Linda Mack · 27:  Asuka Fujita · 30:  Yara ten Holte · 33: Nadja Månsson · 55:  Míra Emberovics · 66: Dana Bleckmann · 77:  Virág Vaszari · Coach: Norman Rentsch

Resultaten: 7e plaats Bundesliga – 1/4 finale DHB-Pokal – Ronde 3 EHF Cup
1:  Annamária Ferenczi ·
3: Stella Kramer ·
4: Alina Grijseels ·
4: Leonie Kockel ·
6: Saskia Weisheitel ·
7: Caroline Müller ·
8: Anne Müller ·
9: Sina Röttger ·
14:  Irene Espínola Perez ·
16: Clara Woltering ·
17:  Emilia Galińska · 18: Johanna Stockschläder · 21:  Harma van Kreij · 23: Svenja Huber · 26:  Mandy Burrekers · 33: Nadja Månsson · 55:  Míra Emberovics · 66: Dana Bleckmann · 77:  Virág Vaszari · Coach:  Ildikó Barna

Resultaten: 4e plaats Bundesliga – 1/8 finale DHB-Pokal
1:  Annamária Ferenczi ·
3: Stella Kramer ·
4: Alina Grijseels ·
6: Saskia Weisheitel ·
7: Nadja Zimmermann ·
8:  Sally Potocki ·
11: Karina Schäfer ·
13: Carolin Schmele ·
15:  Rafika Ettaqi ·
16: Clara Woltering ·
19:  Sarolta Selmeci · 24:  Petronela Kováčiková · 27:  Kjersti Salberg · 26:  Mandy Burrekers · 33: Nadja Nadgornaja · 77:  Virág Vaszari · Coach:  Ildikó Barna

Resultaten: 6e plaats Bundesliga – Finale DHB-Pokal
2: Jessica Denda ·
3: Stella Kramer ·
6:  Zuzana Porvaznikova ·
7:  Nataša Kocevska ·
8:  Dagmara Kowalska ·
9: Julia Kunze ·
10: Miriam Schlierkamp ·
11: Karina Schäfer ·
13: Hellen Trodler ·
14:  Marta Kaczmarek ·
16:  Magdalena Chemicz · 17: Hanna Vietz · 18: Nicola Scholl · 20: Anna-Lena Tomlik · 22: Kira Brandes · 23: Stephanie Glathe · Coach: Gustl Wilke

Resultaten: 7e plaats 2. Bundesliga Süd – 1/8 finale DHB-Pokal
1:  Inge Roelofs ·
2:  Tessa Cocx ·
3: Stella Kramer ·
5: Annika Busch ·
6:  Zuzana Porvaznikova ·
8:  Dagmara Kowalska ·
9: Julia Kunze ·
11: Karina Schäfer ·
13: Anne Ewert ·
14: Gesine Paulus ·
16: Isabell Roch · 23: Stephanie Glathe · 26: Marieke Köhler · 47: Hellen Trodler · Coach: Gustl Wilke

Resultaten: 11e plaats Bundesliga – 1/8 finale DHB-Pokal
5:  Irina Pusic ·
6:  Zuzana Porvaznikova ·
7: Svenja Spriestersbach ·
10:  Kim Abdoelhafiezkhan ·
11:  Miranda Robben ·
12: Rebekka Titze ·
13: Katharina Suhr ·
18: Friederike Lütz ·
22:  Jokelyn Tienstra ·
23: Stephanie Glathe ·
26: Marieke Köhler · 66: Christina Lickfeld · 73: Manuela Fiedel · : Linda Barz · Coach: Thomas Happe

Resultaten: Kampioen 2. Bundesliga Nord – 1/4 finale DHB-Pokal